# 亲代投资

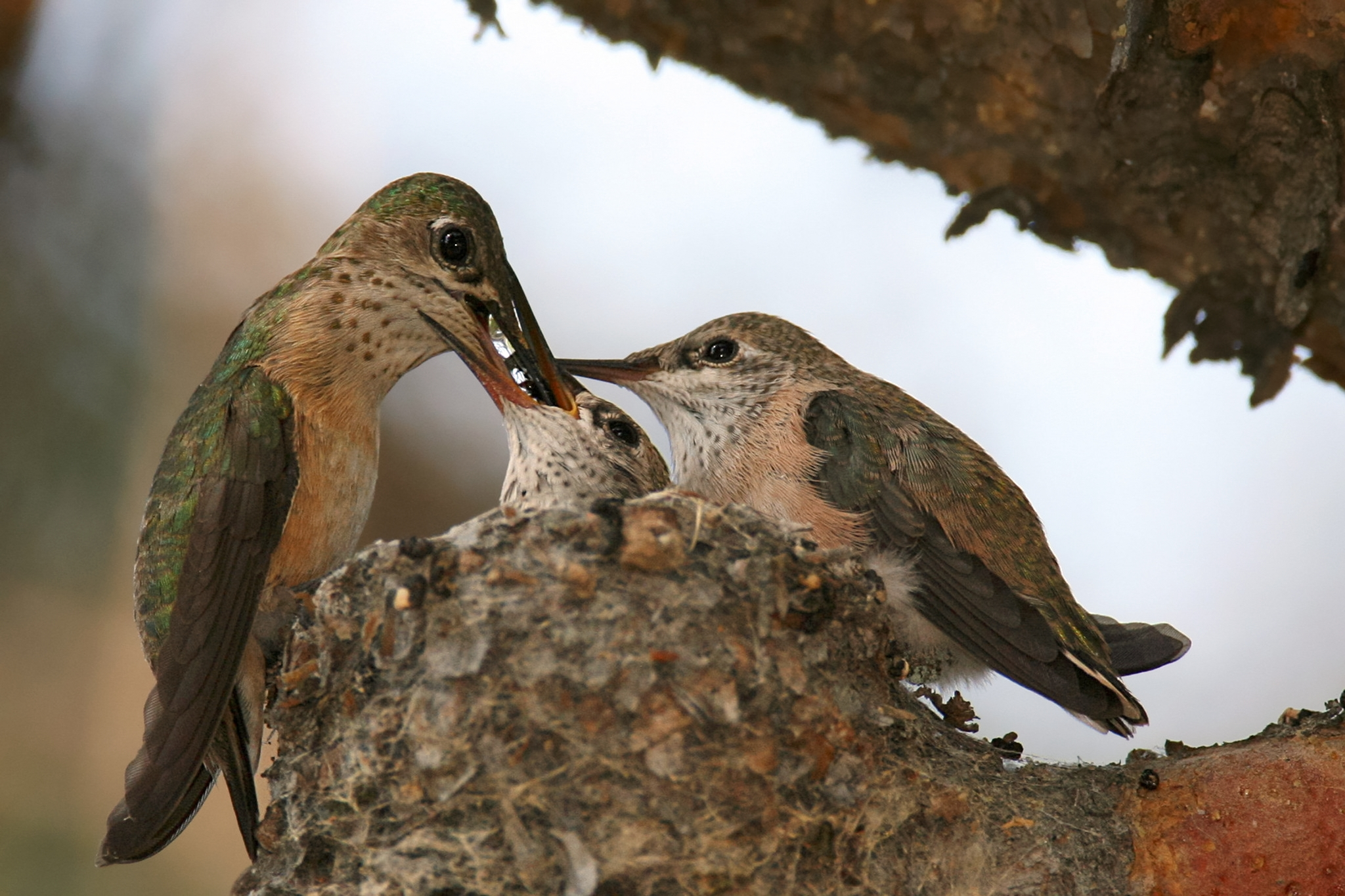
星蜂鸟喂养后代

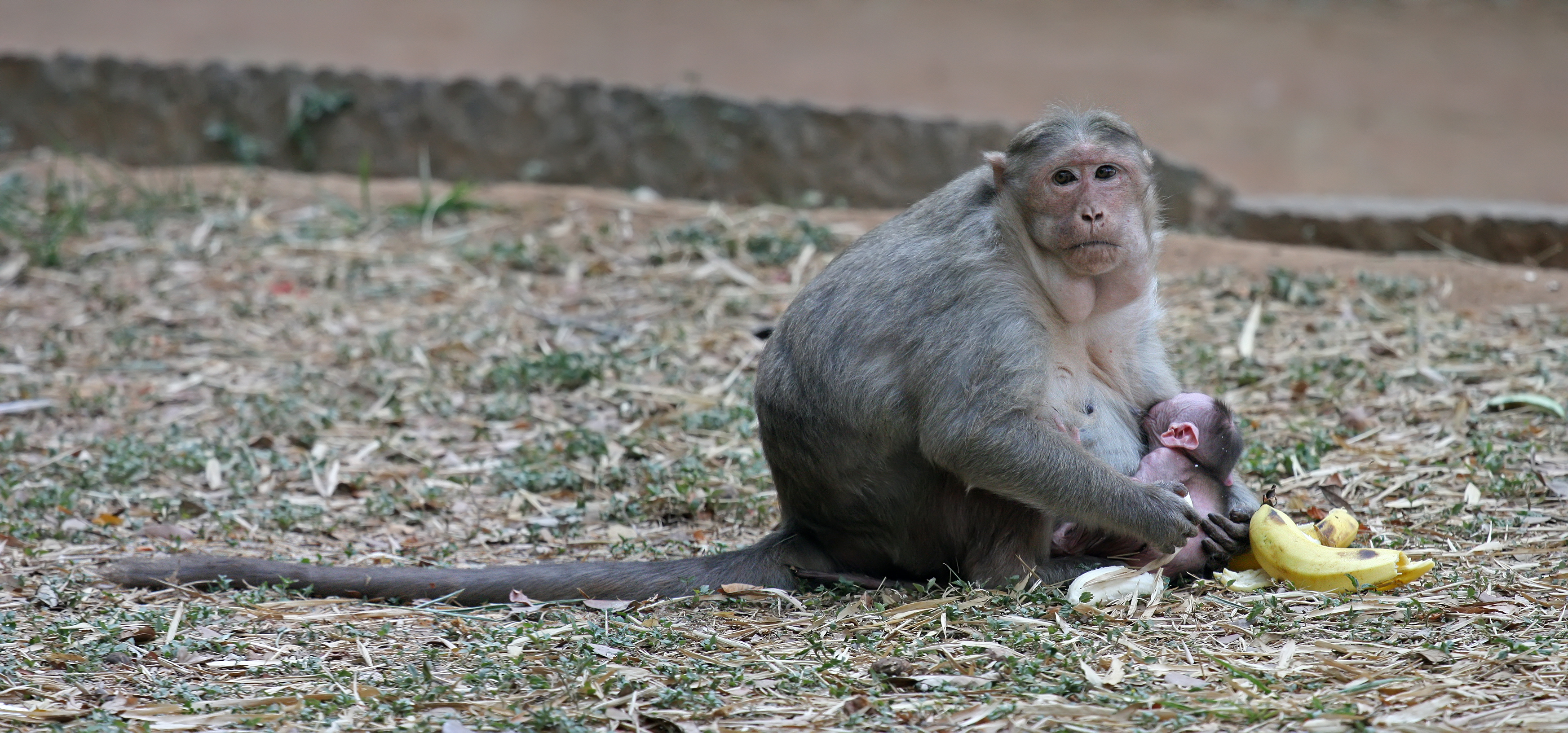
食蟹猴喂养后代

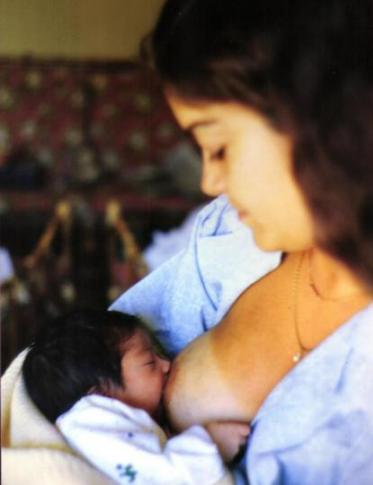
人类母亲给孩子喂奶

在进化生物学和进化心理学中，亲代投资是指亲代为增加后代適應度而付出的資源，以牺牲亲代投资其他适应度成分的能力为代价。适应度的成分包括现存后代的福祉、亲代的未来生殖能力和辅助家族的整體適應度。
亲代投资理论可以解释很多雄性与雌性间的区别：这些区别因存活和生殖的目的而逐步形成。可以在人类社会中观察到：人类男性比其他哺乳动物雄性花费更多时间在照顾后代上。人类子代需要开发大脑、学会生存、了解对错、分辨善恶，因此儿童期时间较长，需要亲代投资——教导和保护子代的时间也就较长。

## 性选择与亲代投资
性選擇是亲代投资的重要部分。雌性不仅选择有良好适应性和基因的雄性，也会寻找有高社会地位与资源的雄性，以确保子代在出生后的利益。不仅在智人中是这样，在动物世界中也是。比如，狮王通常会与狮群中多数或全部雌性交配，大量的资源与领地对雌性是有吸引力的，因为这会确保他们子代有一个良好的環境。这也表明，雄性会比雌性择偶成功几率高。
在两性都进行高额亲代投资的种族中，雌雄会进行双向选择。一个例子是冠小海雀，此种族的亲代在孵化卵和养育小雀中有平等的责任，雌雄都会装饰自己。

## 亲代投资与亲代抚育
亲代投资是生命史理论的分支，最早在費雪原理（1930）中考虑到。费雪原理认为，亲代在雌雄后代投资是相等的。则将亲代投资的概念扩大到亲本对所有适应性的投入。

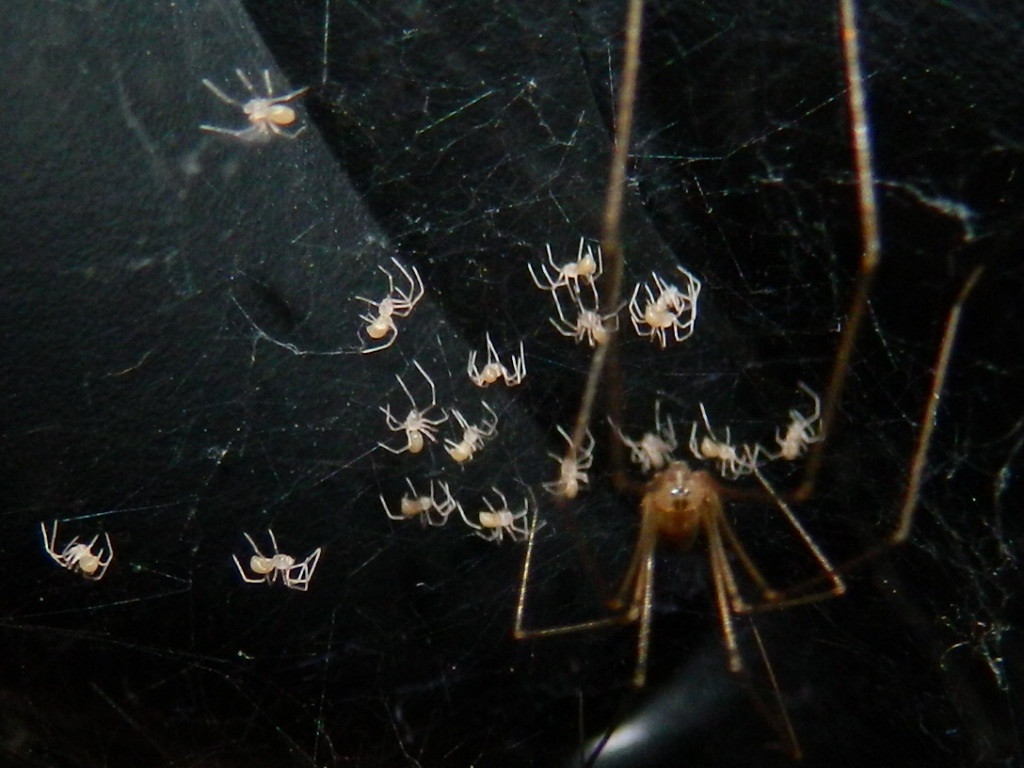
一只家幽灵蛛（cellar spider）保护幼蛛。

生殖的代价很高。个体生产和抚养子代的时间和资源是有限的，这些投入也可能会对他们未来的生存繁衍有害。
然而，这些代价通常对子代是有益的，使他们身体、生存和繁殖受益。于是产生了亲子矛盾。亲代投资可以单独由雌性或雄性提供，也可由二者共同提供。自然选择出会将利益最大化的父母。亲代抚育在收益大于代价时存在。
亲代抚育在生物中广泛存在，包括冷血动物（无脊椎动物、鱼类、两栖动物和爬行动物）和温血动物（鸟类和哺乳动物）。抚育可以在后代生活的各个阶段提供：产前抚育包括孵的保护、巢的准备、孵的转移、孵化、哺乳动物的怀胎；产后抚育包括食物提供和安全保护。
一项研究发现，一妻多夫制和多夫多妻制的林岩鹨（Prunella modularis）中，雄性不会分辨自己的子代，而是在求偶期讨好雌性时喂养子代以提高自己的繁殖机会。
亲代投资的对子代的健康、生长、存活和最终的繁殖机会上有着很大的益处。然而，这些益处与亲本自身在未来的繁殖能力有冲突。例如，保护子代免于天敌会有受伤的危险，喂养子代时会有缺失脚背的机会以及到下一次繁殖的间隔。

## 泰弗士的假說
羅伯特·泰弗士在1972年出的假說認為，在可多次生殖的物种中，个体需要权衡在当前后代抚育和未来自身繁殖能力中权衡。亲代需要平衡子代的需求和自身的保持。在哺乳期，教育、保护子代上投入更多的性别，在择偶时会更仔细；在子代上投资较少的性别会为获得与投入更高性别性交的机会上投入更多。亲本投入的性别区别在决定性选择程度上起到重要作用。
人类男性的亲代投资最低限度是为交配而做的努力，而女性的最低限度是交配、九月怀胎和生产。因此，女性最低限度高于男性，因此，对择偶和照顾子代的投资也有区别。理论上，一名人类男性可以让任何可育女性怀孕，生出大量孩子。可是，人类女性通常九个月才能生一个孩子，限制她可生的孩子数量。这表明，男性之间的竞争性更强，而女性会更用心于选择适应度最高、基因良好的男性上，因为她们投资的量较大。
許多人引用泰弗士的假說，宣稱卵比精子大這點可以解釋大多的兩性差異，然而演化生物學家漢娜·郭扣指出，雖然雌性在製造卵的時候投入了比較高的資源，但是這是沉沒成本，無法解釋為什麼雌性要繼續透過懷孕、哺乳等方式投入更多資源，而且雖然雄性競爭大於雌性競爭，但雄性的後代數量仍受制於雌性，必須更仔細分析貝特曼原理中的參數才能判斷是雌性還是雄性更容易朝投入更多資源的方向演化。